# Đại cử tri đoàn
Đại cử tri đoàn (tiếng Anh: Electoral college) là một nhóm gồm các đại cử tri được trao trọng trách như một bộ phận hội thảo nhóm họp lại với nhau để bầu một ứng cử viên vào một chức vụ nào đó. Thường thì các đại cử tri đại diện cho một tổ chức, một bộ phận khác nhau mà trong đó mỗi tổ chức hay mỗi bộ phận có một số đại cử tri nhất định nào đó hoặc là qua cách thức bầu cử trước đó để có được số đại cử tri. Tuy nhiên, qua nhiều thời kỳ, các đại cử tri thường là những người quan trọng mà sự thông thái của họ, được kỳ vọng, sẽ mang đến một chọn lựa tốt hơn là một bộ phận cử tri phổ thông đông hơn.
Hệ thống đại cử tri đoàn có thể làm ngơ trước nguyện vọng của một số đông thành viên mà những ý kiến của họ có thể không được xem xét đến. Khi được áp dụng vào phạm vi quốc gia, thí dụ như bầu cử một vị lãnh đạo quốc gia, phổ thông đầu phiếu đôi khi có kết quả trái ngược với bầu cử theo lối đại cử tri đoàn. Trường hợp điển hình là Bầu cử Tổng thống Hoa Kỳ năm 2000 trong đó George W. Bush thuộc Đảng Cộng hòa chiến thắng trước ứng cử viên Đảng Dân chủ là Al Gore để trở thành Tổng thống Hoa Kỳ với số phiếu của đại cử tri đoàn là 271-266 nhưng thua Al Gore trên tổng số phiếu phổ thông.